# Ford Ikon
Der Ford Ikon ist ein  Pkw-Modell des Automobilherstellers Ford, das in der zwei Generationen produziert wurde. Es handelt sich dabei um eine Stufenheckvariante des Ford Fiesta, die ab Frühjahr 2000 in Südafrika, Asien sowie in Süd- und Mittelamerika angeboten wurde.
Die erste Modellgeneration basierte auf dem Ford Fiesta ’99 und wurde auch in osteuropäischen Ländern, vor allem Russland, angeboten. Die ab Anfang 2008 erhältliche zweite Generation basiert auf dem überarbeiteten Fiesta ’06.

## Ikon (2000–2011)

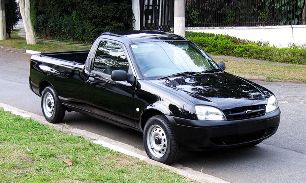
Ford Courier Pick-Up (2001–2006)

Die erste im Frühjahr 2000 eingeführte Generation basierte auf der Ford-B3-Plattform, die Modelle für die verschiedenen Märkte wiesen jedoch technische und optische Unterschiede auf. So waren die in Südafrika und Mexiko produzierten Fahrzeuge weitestgehend identisch mit dem europäischen Ford Fiesta, während die in Indien gefertigten Einheiten mit günstiger zu produzierenden Radaufhängungen, einer einfacheren Innenausstattung und einer simpler gezeichneten Frontpartie ausgestattet waren. Die in China produzierten Ikon rangierten zwischen beiden Versionen.
In Mexiko, Brasilien und China wurde der Ikon als Fiesta Limousine verkauft. In Südafrika wurde auch ein Pick-up-Modell (ähnlich dem Škoda Favorit Van Plus) in zwei- oder viertüriger Ausfertigung produziert.
Ford stellte die Fertigung des Ikon in Mexiko im September 2007 ein. Auch in China und Südafrika endete die Produktion. In Indien wurde er noch bis Frühjahr 2011 gebaut, bis im gleichen Jahr die Fertigung des mit dem Ford Figo verwandten Nachfolgers begann.

## Ikon / Fiesta Sedan (2008–2015)

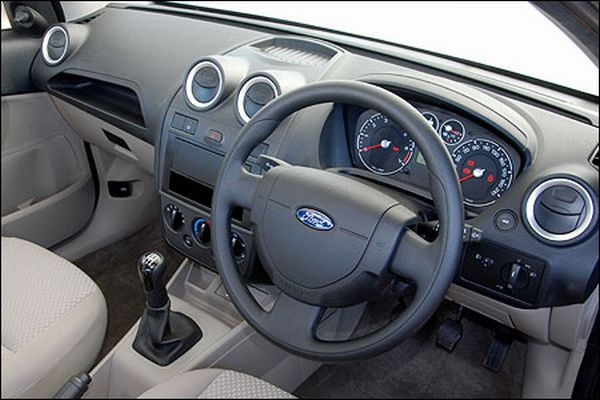
Armaturenbrett

Die zweite Generation basiert auf dem überarbeiteten Ford Fiesta ´06 und wurde ausschließlich in Brasilien produziert. Auf den südamerikanischen Märkten wurde er als Fiesta Sedan angeboten, in Südafrika und anderen Exportmärkten wiederum als Ford Ikon. Als Motor kommt entweder ein 1,6-Liter-Duratec-Motor mit 74 kW oder ein 1,4-Liter-Duratorq-Turbodiesel mit 50 kW zum Einsatz. Wie beim Vorgängermodell kann der Ottomotor wahlweise beliebig mit Ethanol und Benzin gemischt betrieben werden.
In China und Mexiko war der Ikon nicht mehr erhältlich, stattdessen wurde hier die auch in Nordamerika angebotene Fiesta Limousine auf Basis des Fiesta ’09 als Fiesta Classic angeboten.
In Indien wurde, etwa zeitgleich mit der Einführung des Ford Fiesta Sedan 2011 eine eigene, auf dem Ford Figo basierende Version des Fahrzeugs eingeführt, die dort Ford Classic heißt, in Südafrika jedoch als Ford Ikon der zweiten Baureihe vermarktet wird.